# Sainte-Pétronille
Sainte-Pétronille är en bykommun (municipalité de village) i provinsen Québec i Kanada. Den ligger i regionen Capitale-Nationale, i den sydöstra delen av landet, 400 km öster om huvudstaden Ottawa.